# Независимая радикальная партия
Независимая радикальная партия (серб. Самостална радикална странка) — социал-либеральная политическая партия в Королевстве Сербия начала XX века, созданная в 1901 году членами Народной радикальной партии, недовольными правым уклоном её лидера Николы Пашича. Со временем стала одной из двух ведущих партий Сербии. У власти находилась недолго и в первую очередь представляла оппозицию.

## История
После неудавшегося покушения на бывшего короля Милана в 1899 году, в котором бездоказательно обвинили радикалов, лидеры партии во главе с Пашичем оказались на скамье подсудимых. Под угрозой приговора к смертной казни Пашич обвинил на суде собственную партию в бунтарской деятельности и заявил, что она должна быть распущена, получив помилование, но потеряв авторитет среди членов партии. В конце концов власти и радикалы заключили компромисс, результатом которого стала новая (октроированная) конституция и соглашение между радикалами и прогрессистами о создании совместного правительства.
Независимая радикальная партия была основана группой радикалов с более либеральными взглядами, которые вышли из Народной радикальной партии в 1901 году, так как их не устроили союз с консервативными прокоролевски настроенными прогрессистами. В отличие от традиционных либералов и прогрессистов, «независимые» представляли истинные западные либеральные взгляды того времени. Не желая признавать новую конституцию, навязанную королем Александром Обреновичем и продолжения союза с прогрессистами, левое крыло не только покинуло партию, но и основало в 1902 году в Белграде свою организацию, названную Независимая радикальная партия. Её первым президентом стал Любомир Живкович. Идеологически независимые радикалы были более либеральными и левоориентированными, чем «старые» руководством Николы Пашича, который постепенно сдвигался в сторону консерватизма и национализма, тем самым заложив основы правонационалистической идеологии так называемого «сербского радикализма». В своей программе независимые радикалы выступали за возвращение к первоначальным идеалам Радикальной партии: однопалатный парламент, парламентская конституционная монархия, снижение налогов и создание союза свободных наций Балкан, который впоследствии будет заменен идеей югославизма, объединения всех южнославянских народов.
Независимая радикальная партия быстро набрала силу и почти сравнялась по популярности с Народной радикальной партией, которая с 1883 года пользовалась почти безоговорочной народной поддержкой. С 1905 по 1912 год партию возглавлял Любомир Стоянович, во время которого независимые единственный раз были у власти в 1905—1906 годах. После Стояновича лидером независимых радикалов становится Любомир Давидович, оставаясь им до конца её истории. Именно Давидович внёс наибольший вклад в деятельность партии.
Со временем Независимая радикальная партия начала борьбу против монархической власти. Здесь особенно заметна стала проблема принца-регента Александра Карагеоргиевича, который был полной противоположностью своего отца в плане демократии. Во время объединения в 1918 году независимые радикалы вместе с остальной сербской оппозицией участвовали в переговорах об объединении южнославянских народов, поддерживая идею создания Государства словенцев, хорватов и сербов с целью достичь более широкого и приемлемого соглашения. Никола Пашич, руководивший в то время правительством, также сочувствовал мечте о южнославянском объединении и поддерживал создание общего государства сербов, хорватов и словенцев, но считал, что Королевство Сербия является историко-политическим образованием, которое не должно просто слиться с Черногорией и другими южнославянскими народами под властью Австро-Венгрии в одно сообщество, но должна сохранить свои прежние устремления и вступить в государственный союз с другими, прежде всего с Хорватией, на равноправной основе и по соглашению. Такая позиция оказалась крайне дальновидной, учитывая последовавшие за этим тяжёлые кризисы и неудачи в югославской монархии, а также грубо прерванный процесс сербского парламентаризма, который прогрессировал с угрожающей скоростью.
Популярность Независимой радикальной партии росла и незадолго до начала Первой мировой войны она превзошла по популярности Народную радикальную. В самом процессе объединения вместе с остальной частью сербской оппозиции она встала на сторону Государства словенцев, хорватов и сербов с успешной целью оставить народ пашичей в одиночку из НРП и с намерением создать общее государство по соглашению. насколько это возможно, и уменьшая силу унитаризма Пашича.
В 1919 году во Временном парламенте сербов, хорватов и словенцев Независимая радикальная партия объединилась с Сербской народной независимой партией из Австро-Венгрии, создав Демократический союз. Затем процесс консолидации продолжился, и в том же году в Сараево ряд политических партий, в том числе, и Независимая радикальная, объединились в Демократическую партию, возглавил которую лидер независимых радикалов Любомир Давидович.

## Председатели
- 1902—1905 — Любомир Живкович[серб.]
- 1905—1912 — Любомир Стоянович
- 1912—1919 — Любомир Давидович

## Участие в выборах
| Год        | Лидер   | Голоса | %    | +/-       | Места | +/-       | Прим. |
| ---------- | ------- | ------ | ---- | --------- | ----- | --------- | ----- |
| Сент. 1903 | 88 650  | 33,3 % | н/д  | 66 из 160 | н/д   | Оппозиция |       |
| 1905       | 107 706 | 36,6 % | ▲3,3 | 81 из 160 | ▼15   | Правящая  |       |
| 1906       | 108 258 | 29,8 % | ▼6,8 | 47 из 160 | ▼34   | Оппозиция |       |
| 1908       | 125 131 | 31,1 % | ▲1,3 | 48 из 160 | ▲1    | Оппозиция |       |
| 1912       | 114 345 | 24,9 % | ▼6,2 | 41 из 160 | ▼7    | Оппозиция |       |